# Grand Prix Turecka 2021
Grand Prix Turecka 2021 (oficiálně Formula 1 Rolex Turkish Grand Prix 2021) se jela na okruhu Istanbul Racing Circuit v Istanbulu v Turecku dne 10. října 2021. Závod byl šestnáctým v pořadí v sezóně 2021 šampionátu Formule 1.

## Kvalifikace
| Poř.                       | No. | Jezdec             | Konstruktér               | Časy v kvalifikaci | Časy v kvalifikaci | Časy v kvalifikaci | Pořadí na startu |
| Poř.                       | No. | Jezdec             | Konstruktér               | Q1                 | Q2                 | Q3                 | Pořadí na startu |
| -------------------------- | --- | ------------------ | ------------------------- | ------------------ | ------------------ | ------------------ | ---------------- |
| 1                          | 44  | Lewis Hamilton     | Mercedes                  | 1:24.585           | 1:23.082           | 1:22.868           | 11               |
| 2                          | 77  | Valtteri Bottas    | Mercedes                  | 1:25.047           | 1:23.579           | 1:22.998           | 1                |
| 3                          | 33  | Max Verstappen     | Red Bull Racing-Honda     | 1:24.592           | 1:23.732           | 1:23.196           | 2                |
| 4                          | 16  | Charles Leclerc    | Ferrari                   | 1:24.869           | 1:24.015           | 1:23.265           | 3                |
| 5                          | 10  | Pierre Gasly       | AlphaTauri-Honda          | 1:24.704           | 1:23.817           | 1:23.326           | 4                |
| 6                          | 14  | Fernando Alonso    | Alpine-Renault            | 1:25.174           | 1:23.914           | 1:23.477           | 5                |
| 7                          | 11  | Sergio Pérez       | Red Bull Racing-Honda     | 1:24.963           | 1:23.961           | 1:23.706           | 6                |
| 8                          | 4   | Lando Norris       | McLaren-Mercedes          | 1:25.138           | 1:24.642           | 1:23.954           | 7                |
| 9                          | 18  | Lance Stroll       | Aston Martin-Mercedes     | 1:25.511           | 1:24.601           | 1:24.305           | 8                |
| 10                         | 22  | Júki Cunoda        | AlphaTauri-Honda          | 1:25.409           | 1:24.054           | 1:24.368           | 9                |
| 11                         | 5   | Sebastian Vettel   | Aston Martin-Mercedes     | 1:25.787           | 1:24.795           |                    | 10               |
| 12                         | 31  | Esteban Ocon       | Alpine-Renault            | 1:25.422           | 1:24.842           |                    | 12               |
| 13                         | 63  | George Russell     | Williams-Mercedes         | 1:25.417           | 1:25.007           |                    | 13               |
| 14                         | 47  | Mick Schumacher    | Haas-Ferrari              | 1:25.555           | 1:25.200           |                    | 14               |
| 15                         | 55  | Carlos Sainz Jr.   | Ferrari                   | 1:25.177           | Bez času           |                    | 19               |
| 16                         | 3   | Daniel Ricciardo   | McLaren-Mercedes          | 1:25.881           |                    |                    | 20               |
| 17                         | 6   | Nicholas Latifi    | Williams-Mercedes         | 1:25.881           |                    |                    | 15               |
| 18                         | 99  | Antonio Giovinazzi | Alfa Romeo Racing-Ferrari | 1:26.430           |                    |                    | 16               |
| 19                         | 7   | Kimi Räikkönen     | Alfa Romeo Racing-Ferrari | 1:27.525           |                    |                    | 17               |
| 20                         | 9   | Nikita Mazepin     | Haas-Ferrari              | 1:28.449           |                    |                    | 18               |
| 107% času vítěze: 1:30.505 |     |                    |                           |                    |                    |                    |                  |
| Zdroj:                     |     |                    |                           |                    |                    |                    |                  |

Poznámky
1. ↑  Lewis Hamilton obdržel trest posunu o 10 míst vzad za novou pohonnou jednotku.
2. ↑  Carlos Sainz Jr. musel startovat z konce startovního roštu, protože překročil počet povolených pohonných jednotek.
3. ↑  Daniel Ricciardo musel startovat z konce startovního roštu, protože překročil počet povolených pohonných jednotek.

## Závod
| Poř.                                                                 | No. | Jezdec             | Konstruktér               | Počet kol | Čas/Odstoupení | Pořadí na startu | Body |
| -------------------------------------------------------------------- | --- | ------------------ | ------------------------- | --------- | -------------- | ---------------- | ---- |
| 1                                                                    | 77  | Valtteri Bottas    | Mercedes                  | 58        | 1:31:04.103    | 1                | 26   |
| 2                                                                    | 33  | Max Verstappen     | Red Bull Racing-Honda     | 58        | +14.584        | 2                | 18   |
| 3                                                                    | 11  | Sergio Pérez       | Red Bull Racing-Honda     | 58        | +33.741        | 6                | 15   |
| 4                                                                    | 16  | Charles Leclerc    | Ferrari                   | 58        | +37.814        | 3                | 12   |
| 5                                                                    | 44  | Lewis Hamilton     | Mercedes                  | 58        | +41.812        | 11               | 10   |
| 6                                                                    | 10  | Pierre Gasly       | AlphaTauri-Honda          | 58        | +44.292        | 4                | 8    |
| 7                                                                    | 4   | Lando Norris       | McLaren-Mercedes          | 58        | +47.213        | 7                | 6    |
| 8                                                                    | 55  | Carlos Sainz Jr.   | Ferrari                   | 58        | +51.526        | 19               | 4    |
| 9                                                                    | 18  | Lance Stroll       | Aston Martin-Mercedes     | 58        | +1:22.018      | 8                | 2    |
| 10                                                                   | 31  | Esteban Ocon       | Alpine-Renault            | 57        | +1 kolo        | 12               | 1    |
| 11                                                                   | 99  | Antonio Giovinazzi | Alfa Romeo Racing-Ferrari | 57        | +1 kolo        | 16               |      |
| 12                                                                   | 7   | Kimi Räikkönen     | Alfa Romeo Racing-Ferrari | 57        | +1 kolo        | 17               |      |
| 13                                                                   | 3   | Daniel Ricciardo   | McLaren-Mercedes          | 57        | +1 kolo        | 20               |      |
| 14                                                                   | 22  | Júki Cunoda        | AlphaTauri-Honda          | 57        | +1 kolo        | 9                |      |
| 15                                                                   | 63  | George Russell     | Williams-Mercedes         | 57        | +1 kolo        | 13               |      |
| 16                                                                   | 14  | Fernando Alonso    | Alpine-Renault            | 57        | +1 kolo        | 5                |      |
| 17                                                                   | 6   | Nicholas Latifi    | Williams-Mercedes         | 57        | +1 kolo        | 15               |      |
| 18                                                                   | 5   | Sebastian Vettel   | Aston Martin-Mercedes     | 57        | +1 kolo        | 10               |      |
| 19                                                                   | 47  | Mick Schumacher    | Haas-Ferrari              | 56        | +2 kola        | 14               |      |
| 20                                                                   | 9   | Nikita Mazepin     | Haas-Ferrari              | 56        | +2 kola        | 18               |      |
| Nejrychlejší kolo: Valtteri Bottas (Mercedes) – 1:30.432 (v kole 58) |     |                    |                           |           |                |                  |      |
| Zdroj:                                                               |     |                    |                           |           |                |                  |      |

Poznámky
1. ↑  Valtteri Bottas získal jeden bod za zajetí nejrychlejšího kola.

## Průběžné pořadí po závodě
Pohár jezdců
|        | Pořadí | Jezdec          | Body  |
| ------ | ------ | --------------- | ----- |
| 1      | 1      | Max Verstappen  | 262,5 |
| 1      | 2      | Lewis Hamilton  | 256,5 |
|        | 3      | Valtteri Bottas | 177   |
|        | 4      | Lando Norris    | 145   |
|        | 5      | Sergio Pérez    | 135   |
| Zdroj: |        |                 |       |

Pohár konstruktérů
|        | Pořadí | Konstruktér      | Body  |
| ------ | ------ | ---------------- | ----- |
|        | 1      | Mercedes         | 433,5 |
|        | 2      | Red Bull-Honda   | 397,5 |
|        | 3      | McLaren–Mercedes | 240   |
|        | 4      | Ferrari          | 232,5 |
|        | 5      | Alpine–Renault   | 104   |
| Zdroj: |        |                  |       |